# 사공민 노선
사공민 노선(社公民路線)은 1960년대~1990년대 일본에서 야당인 일본사회당, 공명당, 민사당이 여당인 자유민주당에 대해 공동 투쟁했던 정치 전략을 말한다.

## 역사

### 새로운 일본을 만드는 모임
사회당은 일본공산당을 포함한 모든 야당의 공동 투쟁을 지향하는 입장이었지만 1969년 총선에서 기존 140석의 의석이 90석으로 크게 줄어들면서 상황이 바뀌었다. 사회당 우파인 에다 사부로는 공명당·민사당과 함께 비자민·비공산 연립 정권을 구성해야 한다고 주장했고 민사당 위원장 니시무라 에이이치는 "민주적 혁신 정당의 통일"을 제창했다. 이를 시작으로 사회당의 에다, 공명당의 야노 준야, 민사당의 사사키 료사쿠 세 명이 모여 반공 집단인 "새로운 일본을 만드는 모임"을 결성했다. 이것이 사공민 노선의 첫 걸음이었다.
하지만 사공민 노선은 사회당 좌파의 강한 반발을 불렀다. 사회당 내에서는 공산당의 태도가 독선적이라며 불신하는 분위기가 만연했지만 민사당과도 대립이 심했다. 이는 사회당을 지지하는 일본노동조합총평의회(총평)와 민사당을 지지하는 전일본노동총동맹(동맹) 간의 극심한 대립에서 기원한 것이었다. 또한 사회당은 서구식 사회민주주의가 아니라 마르크스-레닌주의에 입각한 혁명을 지향하고 있었는데 이는 제도권 정치 내에서 의회 투쟁을 중시하던 공명당 및 민사당과의 간극을 만들었다. 또한 사회당이 국회 차원에서는 공산당과 거리를 두었지만 지방자치단체 차원에선 미노베 료키치 도쿄도지사, 구로다 료이치 오사카부지사 등으로 대변되는 혁신 단체장을 배출하는 과정에서 공산당과 적극적인 공동전선을 펼친 점(사공 공투)도 공명당과 민사당의 불신을 샀다.
이후 1975년 정적 관계였던 나리타 도모미 사회당 위원장과 다케이리 요시카쓰 공명당 위원장이 화해하면서 사회당과 공명당 간의 선거 협력이 성립되었다.

### 중도 세력의 약진
1976년 자민당 내 소장파 리버럴 세력이 탈당하여 신자유클럽을 결성하면서 중도 정당이 늘어났다. 1977년 2월 에다는 제40회 사회당 대회 때 공산당을 배제한 야당들의 협력 하에서 혁신·중도 연합 정권 구상을 촉구하는 의견서를 제출했다. 하지만 사회당 좌파들의 단체인 사회주의협회 등의 반발로 의견서는 통과되지 못했다. 결국 에다는 다음 달에 사회당을 탈당해 사회시민연합을 결성했지만 에다의 사공민 노선을 지지하는 세력의 대부분은 사회당에 남았다. 특히 사시련을 결성한 에다가 2개월만에 급사하면서 사회당 내에서 사회주의협회를 견제할 필요성이 높아졌고 총평 또한 이러한 움직임에 찬성했다. 같은 해 치러진 참의원 선거에서 사회당이 패배하자 나리타가 사임했으며 사회주의협회도 정치 활동을 그만두고 이론 연구 집단으로 바뀌게 되었다. 총평도 노사 협조 노선으로 전환하기로 하면서 사회당의 분위기는 바뀌게 되었다.
12월에는 공민 연합 정권 구상이, 다음 해 1월에는 사공 연합 정권 구상이 수립되었고 아스카타 이치오 사회당 위원장은 공명당의 강경한 요구를 받아들여 연합 정권 구상에서 공산당을 배제하는 것에 동의했다. 이는 사회당과 공산당의 균열을 결정적인 것으로 만들었다. 하지만 사회당과 민사당 간의 연합 정권 구상은 끝내 실현되지 못했다.
1980년 6월 해프닝 해산에 의한 양원 동시 선거 때 중의원에서 사회당과 민사당은 의석을 어느정도 유지했지만 공명당은 58석에서 25석이나 줄어든 33석의 참패를 당했고 참의원에서 공명당과 민사당은 방어에 어느정도 성공했지만 사회당은 6석을 상실했다. 그런 상황이었음에도 민사당은 선거가 진행 중일 때부터 자민당과의 제휴를 밝혀 사회당의 반발을 샀고 선거 후에는 공명당도 친자민 성향을 띠면서 사공민 노선은 '자민당에의 대항'에서 '자민당의 보완물'로 변질되기 시작했다.
사공민 노선에 소극적인 아스카타가 물러나고 사공민 노선에 적극적인 이시바시 마사시가 신임 위원장으로 선출되었지만 공명당과 민사당은 니카이도 옹립 구상을 통해 공공연히 자민당과의 연립 정권을 목표로 하는 모습을 보였다. 심지어 사회당의 지지 기반인 노조가 자민당 후보를 지원하고 지자체장 선거에서는 사회당과 자민당이 동일한 후보를 지원하는 모습까지 연출되었다. 또한 노조는 총평과 동맹의 통일 움직임이 개시되어 일본노동조합총연합회(연합)의 결성으로 이어졌다. 에다의 아들인 사회민주연합의 에다 사쓰키는 사회·민사 양당의 역사적 화해, 즉 두 사회민주주의 정당의 재통일을 주장하기도 했다.
1986년 사회당은 마르크스-레닌주의를 포기하고 서구식 사회주의를 지향한다는 새 선언을 내놓았다. 좌파는 자민당과의 연정 포석이라며 강하게 비판했지만 이는 5년 뒤 소련이 무너졌을 때 그 영향을 거의 받지 않을 수 있게 해주었다. 그해 7월 중참 양원 동시 선거에서 사회당과 민사당이 대패하면서 선거 공조에 큰 타격을 입었다.

### 마돈나 붐
9월 도이 다카코가 사회당 위원장으로 취임했는데 이는 일본 헌정사상 처음으로 여성이 공당의 대표가 된 사례였다. 이는 도이 붐을 낳았고 그 영향으로 지방선거에서 사회당이 승리를 거두었다.
1989년 참의원 선거 때도 도이는 야당들을 모아 비자민-비공산 단일 후보로 조정하는데 성공하여 자민당을 과반 미달로 몰아넣는데 성공했다. 이후 총리 지명 투표에서 야당은 도이를 총리대신으로 지지했지만 의석 수에서 밀려 자민당의 가이후 도시키가 총리로 취임했다.
1990년 2월 총선 때도 사회당은 약진에 성공했다. 하지만 공명당, 민사당, 공산당 등은 참패했으며 신자유클럽을 흡수한 자민당은 방어에 성공해 안정적인 과반을 유지했다. 이 선거는 결국 공명당과 민사당으로 하여금 사회당보단 자민당과의 제휴로 기울도록 했으며 총리 지명 투표에서 공명당과 민사당은 기권하여 가이후가 연임하는데 도움을 줬다.
민사당은 가스가 잇코, 쓰카모토 사부로, 오우치 게이고 등 친자민 성향을 가진 의원들이 적지 않았으며 지방의원 중에서는 자민당에서 민사당으로 이적하는 경우도 있었다. 그래서 가스가와 대립했던 사사키도 니카이도 옹립 구상에 가담하는 등 자민당과의 연정 자체를 부정하지는 않았다. 따라서 민사당은 처음부터 사회당과의 연합 정권에는 열의를 보이지 않았고 일미 안보 협력·원전 용인 등 민사당이 사회당에 요구해왔던 현실화 노선을 사회당이 받아들인 뒤에도 민사당은 여전히 사회당에 냉랭했다. 이후 시간이 흐름에 따라 민사당은 물론 공명당마저도 사공민 노선보단 자공민 노선에 더 경도되어 갔다.

### 사공민 노선의 파탄
1992년 「유엔 평화 유지 활동 등에 대한 협력에 관한 법률」(PKO법)을 둘러싸고 사공민 노선은 파탄에 이르게 되었다. 공명당과 민사당은 자민당과 함께 PKO법에 찬성하는 입장이었고 미야자와 내각에 대한 신임안이 상정되었을 때도 자민당과 함께 찬성표를 던졌다. 자민당은 공명당과 민사당을 여당으로 대우해주지 않았지만 야당의 분열은 이미 돌이킬 수 없는 상황이 되었으며 사회당조차 국회대책위원장 회담 등을 통해 자민당과 타협하는 모습을 보였다. 결과적으로 PKO법은 자민당과 사회당의 국회대책위원장인 가지야마 세이로쿠와 무라야마 도미이치 사이의 합의를 통해 통과되었다.
이 무렵, 자민당의 가네마루 신은 맹우인 다나베 마코토를 통해 자민당과 사회당 우파의 대연정을 꾀하고 있었다. 하지만 사회당을 중시했던 가네마루에 대해 공명당과 민사당을 중시하던 오자와 이치로가 이를 막아섰고 그해 7월 참의원 선거에서 사공민의 선거 협력은 실패하여 선거에서도 참패했다.

### 비자민 연립 정권의 수립
자민당의 가이후도 미야자와 기이치도 소선거구제 도입을 중심으로 한 정치 개혁 법안을 통과시키지 못한 것을 계기로 미야자와 내각에 대해 내각불신임안이 상정되었고 자민당의 주류 세력과 각을 세우고 있던 오자와와 하타 쓰토무의 파벌이 찬성표를 던지면서 불신임안이 통과되었다. 제40회 일본 중의원 의원 총선거를 앞두고 오자와는 탈당하여 신생당을 창당했고 자민당은 과반수 의석 획득에 실패했다.
당초 공명당과 민사당을 중시했던 오자와는 사회당과 손을 잡을 생각이 없었다. 야마기시 아키라는 사회당 좌파 의원들과는 선거 공조를 하지 않는 등 노골적인 압박을 가했고 이는 총선에 참여한 정당들 중에서 사회당만이 패배하는 결과를 낳았다. 하지만 자민·사회·공산당을 배제한 야당끼리 모여도 과반 의석을 차지하지 못했기에 결국 사회당까지 참여한 비자민·비공산 연립 정권이 수립되었다. 연립 정권의 수장은 일본신당의 호소카와 모리히로였다. 사회당 우파는 연립 정권에 참여하여 염원하던 여당이 되기 위해 소선거구 비례대표 병립제 도입에도 찬성했다. 사회당 좌파가 반대했지만 야마하나 사다오 위원장, 아카마쓰 히로타카 서기장 등이 좌파의 도이를 중의원 의장으로 추대하는 등 강경하게 지지하면서 통과시켰다. 하지만 이는 무라야마 위원장, 노사카 고켄, 이가라시 고조, 오이데 슌, 야마구치 쓰루오 등의 연립 이탈파와 구보 와타루 서기장, 우에하라 고스케, 다나베, 야마하나, 아카마쓰, 사토 간쥬, 지바 게이코 등의 연립 유지파의 대립을 초래했다.

### 자사사 연립 정권의 발족
호소카와 내각은 사실상 오자와가 주도했고 그의 독선적인 성향에 반발한 사회당은 연립에서 이탈해야 한다는 목소리가 높아지고 있었다. 1994년 호소카와가 총리직에서 물러나고 신생당의 하타가 총리가 된 뒤에도 사회당은 연립에서 완전히 이탈할 생각까지 하진 않았지만 오자와가 연립 여당의 통일된 교섭단체인 '개신'을 구성하면서 사회당을 배제하자 사회당의 불만은 폭발했다. 결국 사회당과 신당 사키가케는 연립 이탈을 선언했고 하타 내각은 소수 내각으로 전락해버렸다.
야당이 된 자민당은 이 기회를 놓치지 않았다. 연립에서 이탈한 사회당·사키가케에 접근하여 사회당의 무라야마를 총리로 추대하는 것을 조건으로 연립 구성을 제안했고 사회당이 이를 받아들이면서 자사사 연립 정권이 발족했다. 하타 내각은 2개월 단명 내각으로 끝이 났다. 사회당은 마르크스-레닌주의를 포기한 신선언 이후 9년만에 총리를 배출한 여당이 되었고 자위대와 일미 안보를 정식으로 인정했다.
12월 10일 개신은 신진당이라는 하나의 정당으로 통합되었고 여기에는 공명당과 민사당의 대부분도 참여했다. 하지만 종교단체의 후원을 받는 공명당을 꺼려하는 민사당 의원들이 있었고 이들은 자민당에 합류했다. 또한 참의원의 공명당 의원들은 별도의 교섭단체인 공명을 만들어 거기에 남았다.

### 민주당으로의 재편
호소카와 연립 내각에 잔류했던 야마하나, 아카마쓰 등은 사키가케의 하토야마 유키오 등과 함께 민주당을 결성했다. 1996년 총선에서 사민당은 참패, 신진당은 부진했던 것에 비해 민주당은 현상 유지에 성공했다. 정권 교체의 가능성이 사라진 신진당은 구심력이 순식간에 와해됐고 결국 오자와는 신진당을 해체해버렸다.
1998년 1월 신진당이 해체된 뒤 옛 공명당 세력이 모여 공명당을 재건했다. 민주당 역시 4월에 자민당의 보수파 의원들을 흡수했다. 하지만 이를 통해 민주당은 당내 의원들의 정치적 스펙트럼이 넓어져 개헌 문제 등을 놓고 당내 의사통일을 저해시키는 요인으로 작용하기도 했다.
신진당을 해체한 오자와는 자유당을 창당했고 1999년 1월 자민당과 연립에 합의했다. 자자 연립 정권은 공명당이 참여하면서 자자공 연립 정권으로 발전했지만 오자와는 곧 연립 정권과 갈등을 빚게 되었고 1년을 조금 넘긴 2000년 4월 연립에서 이탈했다. 이 과정에서 연립 잔류를 희망하던 자유당 의원 일부는 보수당을 창당해 연립에 남았으며 이후 보수당은 자민당에 흡수되었다. 오자와가 이끄는 자유당은 2003년 9월 민주당에 합류했다(민유 합당). 민주당에 합류한 오자와는 과거와는 달리 옛 사회당 의원들과 공조 노선으로 돌아섰다.
2009년 8월 제45회 일본 중의원 의원 총선거 때 민주당은 사민당, 국민신당 등과 선거 공조를 벌였고 그 결과 300석이 넘는 의석을 거머쥐었다. 이로써 민사국 연립 정권이 탄생했지만 2010년 5월 후텐마 기지 이전 문제로 사민당이 연정에서 이탈했고 3당 합의 등을 통해 민주당은 자민당 및 공명당과의 제휴를 강화했다. 이는 새로운 형태의 자공민 노선이라는 평가를 받았다.
2012년 12월 제46회 일본 중의원 의원 총선거 결과 자공 연립 정권이 재출범했고 이들은 민주당과 다시 거리를 뒀다. 민주당 역시 자공 연립 정권에 대해 대결적 자세를 취했고 공산당을 포함한 비자공 선거 협력도 논의되었다. 하지만 야당들 사이에 잠재한 갈등을 극복하지 못했고 이는 민주당이 해체되는 결과로 이어졌다.

## 같이 보기
- 자공민 노선